# Sound (Cheshire)
Sound is een civil parish in het bestuurlijke gebied Cheshire East, in het Engelse graafschap Cheshire met 239 inwoners.